# Русалим Харизанов
Русалим Харизанов (на гръцки: Ιεροσόλυμος Χαριζάνης, Ρουσαλήμ) е гръцки комунистически и синдикален деец в Сярско.

## Биография
Роден е в Сярско в бедно семейство. Много млад става тютюнев работник във Валовища (Сидирокастро). Развива широка синдикална дейност и става член на Комунистическата партия на Гърция. Избран е във Всегръцката федерация на тютюневите работници и става член на Изпълнителния ѝ комитет. Многократно е арестуван и заточван по острови. По време на диктатурата на Метаксас е затворен в Акронавплия. В 1941 година, след разгрома на Гърция, е освободен като българин, посредством Солунския български клуб и българското посолство в Атина. Установява се в Солун и продължава да се занимава с комунистическа дейност. Заловен е и затворен в лагера „Павлос Мелас“.
Екзекутиран на 31 декември 1941 година след опит да взриви цистерни с гориво или през май 1942 година.